# Тангеранг
Тангеранг (індонез. Kota Tangerang) — місто-мільйонник в Індонезії, розташоване в провінції Бантен, на північному заході найнаселенішого у світі острова Ява. Місто розвивається як місто-супутник Джакарти, в якому працює багато жителів. Це третє за величиною місто регіону Джаботабек після Джакарти і Бекасі. У місті розташований міжнародний аеропорт Сукарно-Хатта.

## Клімат
Місто знаходиться у зоні, котра характеризується вологим тропічним кліматом. Найтепліший місяць — травень із середньою температурою 28 °C (82.4 °F). Найхолодніший місяць — січень, із середньою температурою 26.7 °С (80.1 °F).
| Клімат Тангеранга       | Клімат Тангеранга | Клімат Тангеранга | Клімат Тангеранга | Клімат Тангеранга | Клімат Тангеранга | Клімат Тангеранга | Клімат Тангеранга | Клімат Тангеранга | Клімат Тангеранга | Клімат Тангеранга | Клімат Тангеранга | Клімат Тангеранга | Клімат Тангеранга |
| Показник                | Січ.              | Лют.              | Бер.              | Квіт.             | Трав.             | Черв.             | Лип.              | Серп.             | Вер.              | Жовт.             | Лист.             | Груд.             | Рік               |
| Середня температура, °C | 26,7              | 27                | 27,4              | 27,9              | 28                | 27,6              | 27,2              | 27,4              | 27,6              | 28                | 27,7              | 27,4              | 27,5              |
| Норма опадів, мм        | 389.3             | 297.2             | 256.6             | 213.7             | 191.6             | 109.6             | 93.4              | 95                | 115.5             | 163.1             | 190.3             | 223.5             | 2338.8            |
| Днів з опадами          | 16,8              | 13,7              | 15,5              | 15,6              | 13,8              | 11,6              | 8,8               | 8,1               | 8,2               | 12,4              | 17,1              | 18,4              | 160               |
| Вологість повітря, %    | 85                | 84.4              | 83.7              | 82.5              | 82                | 80.5              | 79                | 77.5              | 77.2              | 77.8              | 79.7              | 81.8              | 80.9              |
| ----------------------- | ----------------- | ----------------- | ----------------- | ----------------- | ----------------- | ----------------- | ----------------- | ----------------- | ----------------- | ----------------- | ----------------- | ----------------- | ----------------- |
| Джерело: Weatherbase    |                   |                   |                   |                   |                   |                   |                   |                   |                   |                   |                   |                   |                   |

## Адміністративний поділ
Місто ділиться на 6 районів: Tangerang, Batuceper, Benda, Jatiuwung, Cipondoh, Ciledug.

## Демографія
Місто досить швидко зростає. Так у 2005 році населення міста складало 1 488 666 жителів, у 2010 — 1 797 715,, а в 2014 вже 2 001 925.

## Економіка
В Тангерангу розташована штаб-квартира індонезійських національних авіаліній: Garuda Indonesia — друга за величиною індонезійська авіакомпанія. Уряд міста в 2008 році зробив трасу для А1 Гран-прі, яка, однак, не була використана, оскільки її не встигли вчасно добудувати.
У місті знаходиться близько 1000 різних компаній.

## Транспорт
Через місто проходить автобан Джакарта-Мерак, що з'єднує місто із Джакартою і Мераком. Як місто-супутник Джакарти, Тангеранг відомий своїм щільним дорожнім рухом. Затори досить часті на дорогах між Джакартою і Тангерангом.
Є автобусна мережа.
А також система швидкісного транспорту KRL Jabotabek. Слово Jabotabek розшифровується як поєднання перших літер назв міст: Jakarta, Bogor, Tangerang і Bekasi.

## Галерея

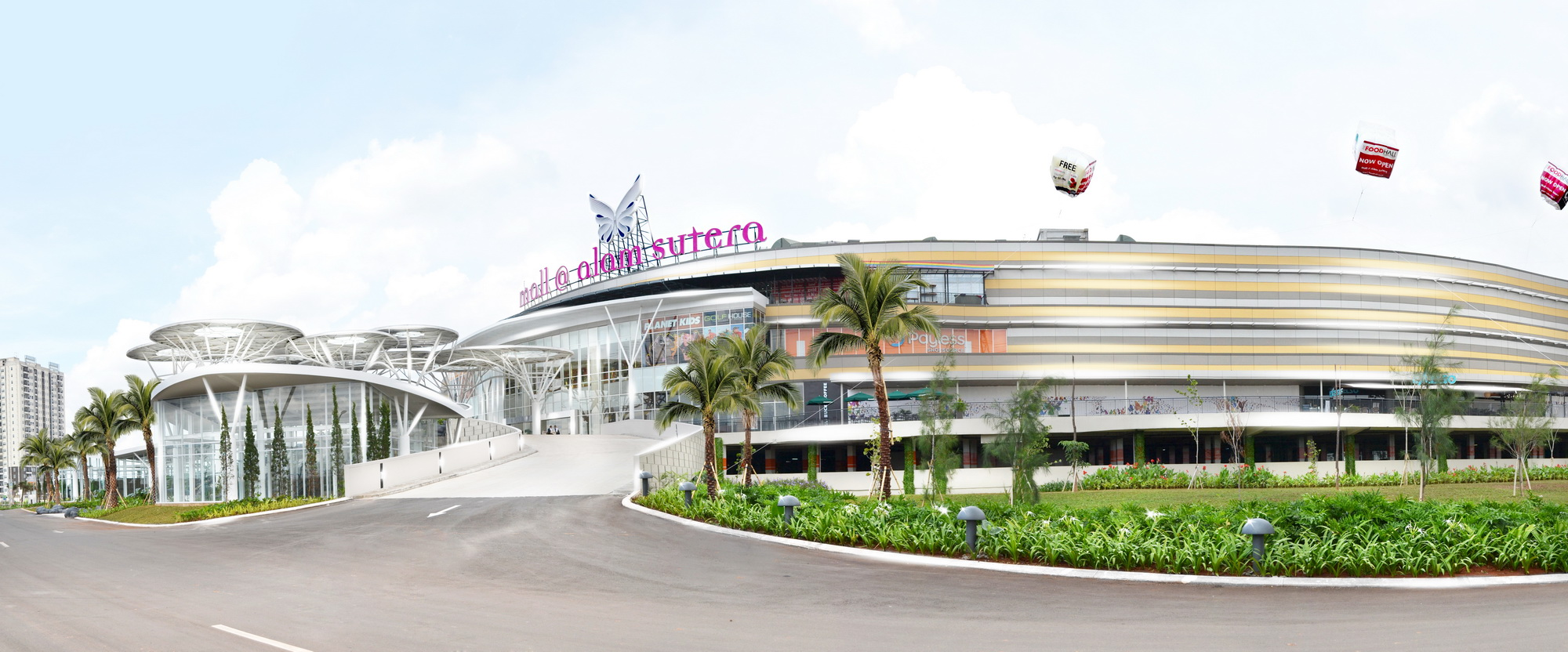
Мол в Алам-сутера (район Тангерангу)
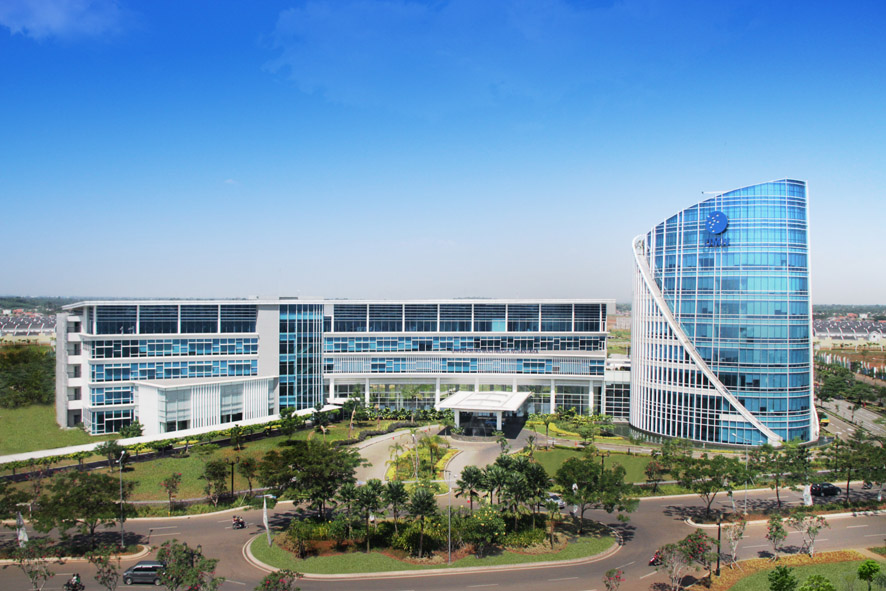
Universitas Multimedia Nusantara (Університет Мультимедіа Нусантара)
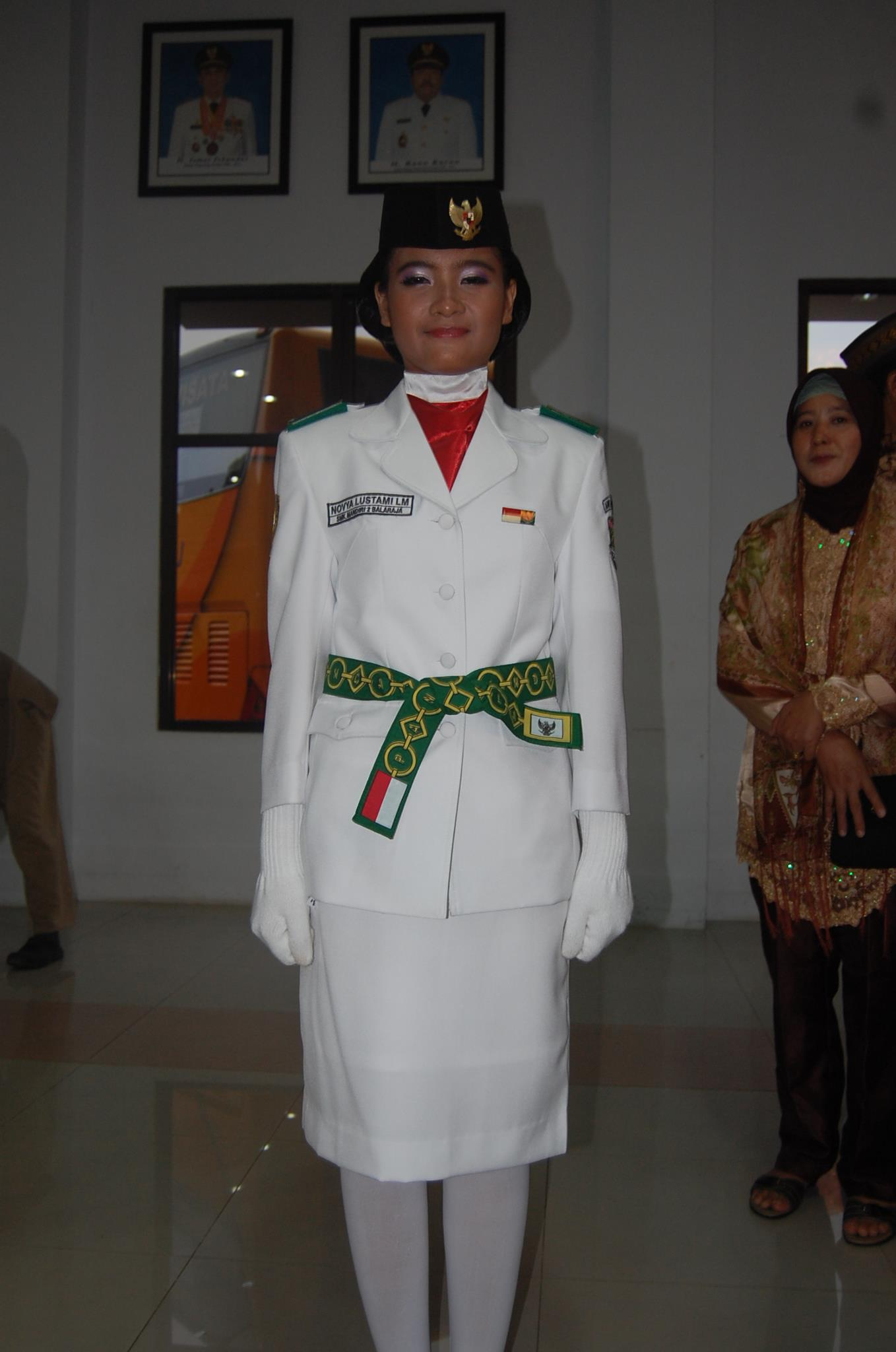
Жінка-військовик
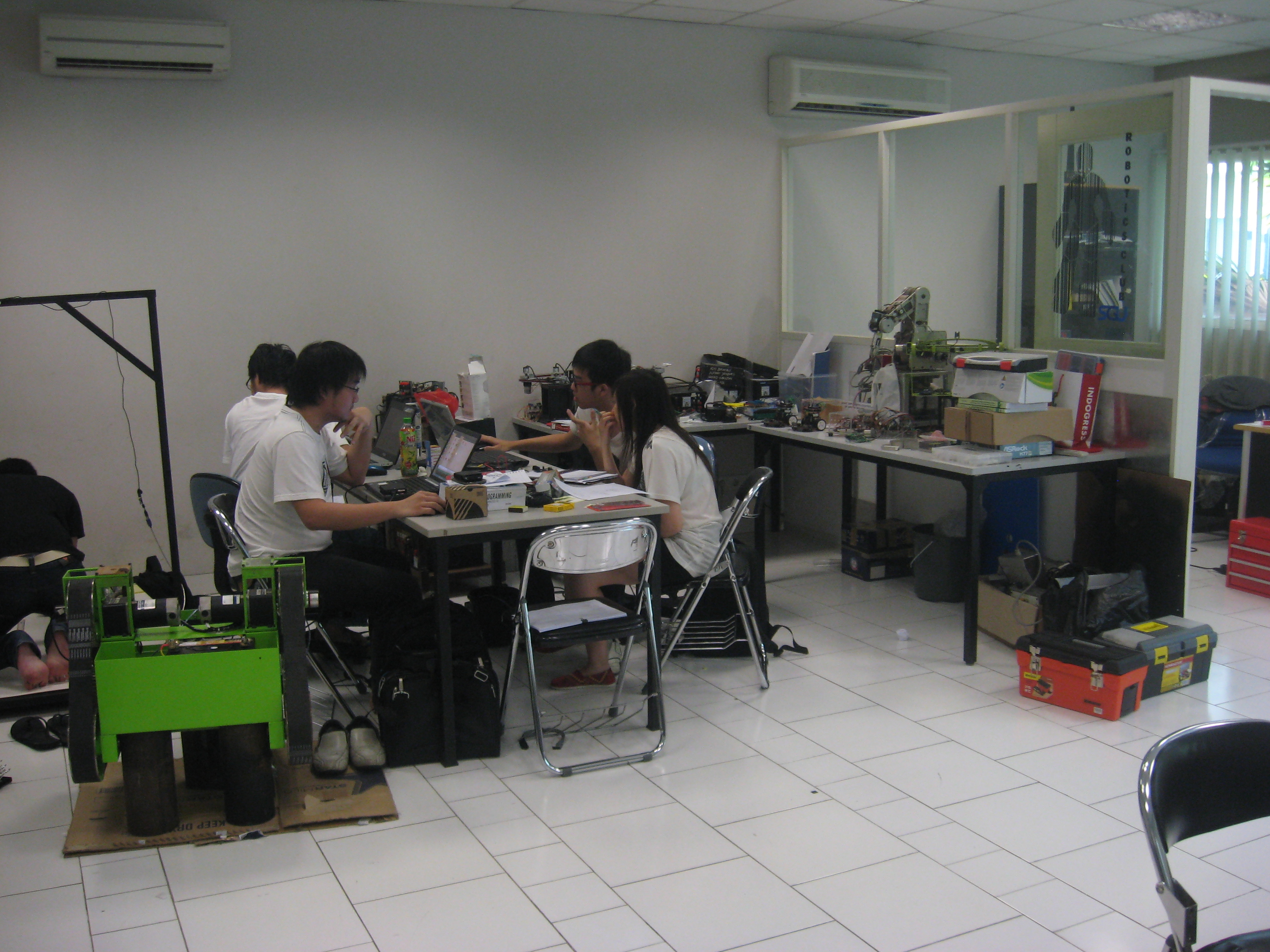
Студенти швейцарсько-німецького університету
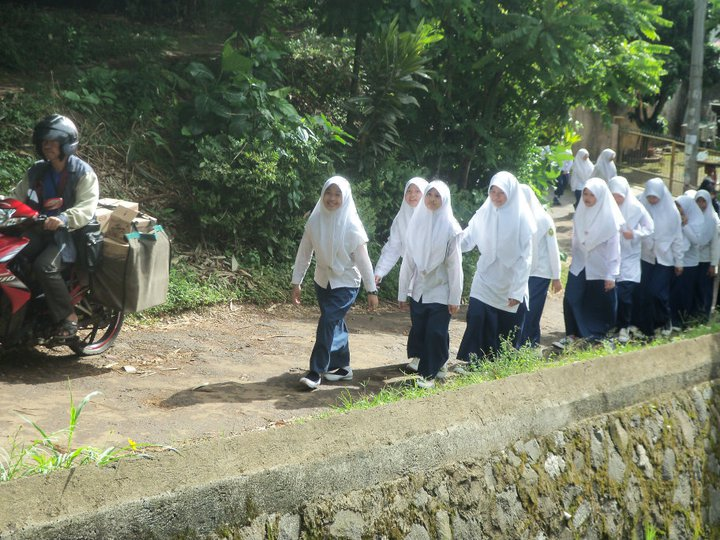
Школярки